# Thorvald Sørensen
Thorvald Sørensen (ur. 1902, zm. 1973) – duński botanik, biolog ewolucyjny i statystyk. Twórca statystycznego współczynnika Sørensena.